# Samsung Galaxy S5 mini
Das Samsung Galaxy S5 mini (Modellnummer SM-G800F, SM-G800H als DUOS-Version) ist die Mini-Variante des Samsung-Smartphones Samsung Galaxy S5. Es übernimmt die meisten Neuerungen des S5, zum Beispiel den Pulsmesser und den Fingerabdruckscanner.

## Spezifikationen

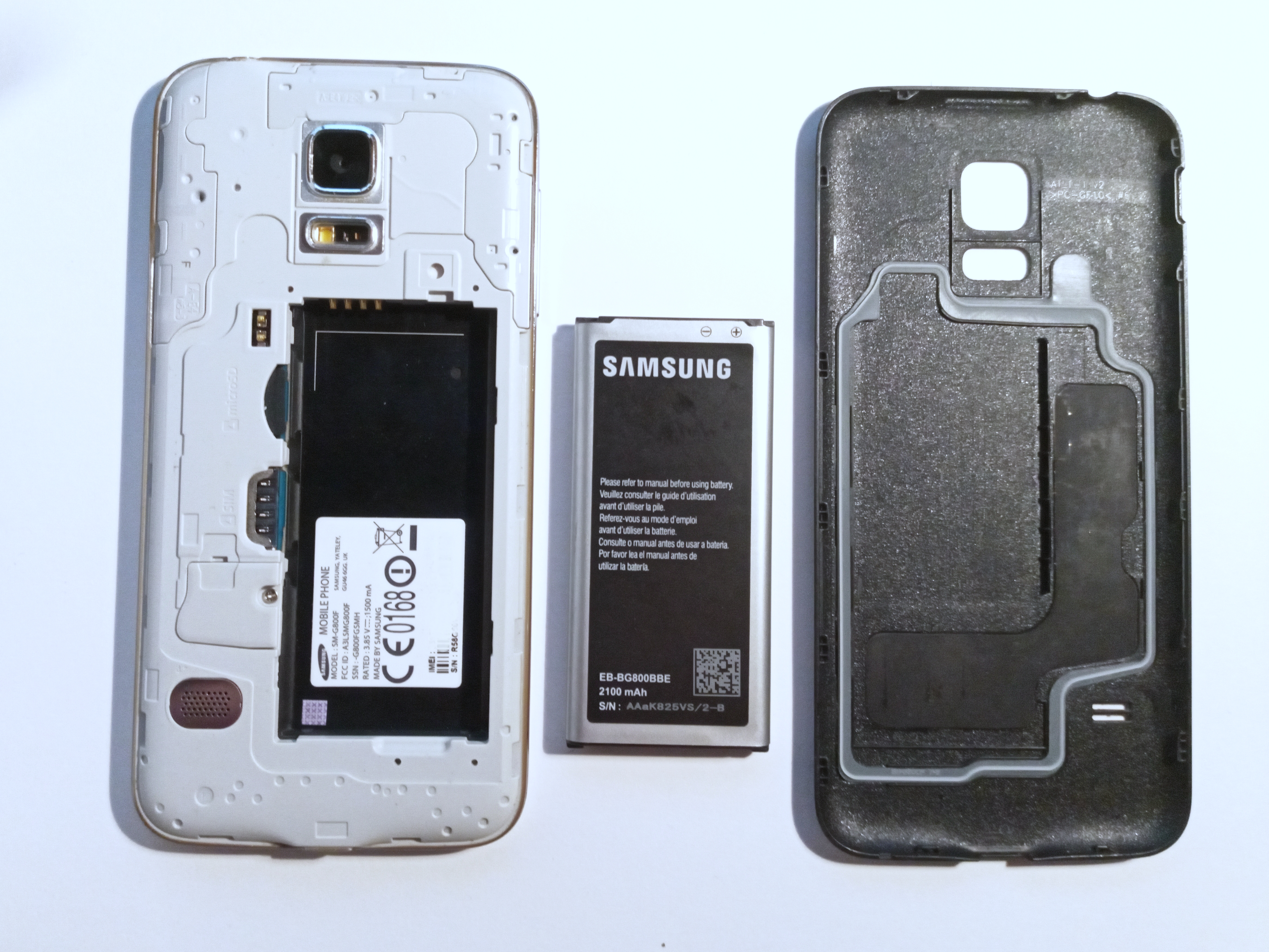
Geöffnete Rückseite mit Akku und Deckel

Das Samsung Galaxy S5 mini ist die technisch abgespeckte und kleinere Variante des Samsung Galaxy S5, erkennbar an den gleichen verwendeten Materialien wie dem Polycarbonat und der ähnlich geriffelten Rückseite.
Das leistungsschwächere Galaxy S5 mini beherbergt unter anderem einen mit 1,4 GHz getakteten Quad-Core-Prozessor Samsung Exynos 3470, 1,536 GB Arbeitsspeicher und 16 GB internen Speicher, der sich mit einer microSD-Karte erweitern lässt (bis zu 64/128 GB). Das 4,5 Zoll große Super-AMOLED-Display löst mit einer HD-Auflösung von 1280 × 720 Pixeln auf. Auf der Rückseite des Galaxy S5 mini ist eine 8-Megapixel-Kamera verbaut (Brennweite 31 mm bzgl. KB), die Frontkamera weist 2,1 Megapixel auf.
Im Unterschied zum Vorgänger, dem Samsung Galaxy S4 mini, ist das S5 Mini wasser- und staubresistent entsprechend der Schutzart IP67 und anstelle der Menütaste eine „Task“-Taste zum Anzeigen zuletzt geöffneter Anwendungen. Dies geschieht beim S4 mini mit dem langen Drücken der mittleren Taste. Es entfällt beim S5 mini das FM-Radio. Im Unterschied zum ursprünglichen Galaxy S5 ist die USB-Ladebuchse beim S5 Mini nicht bedeckt, sondern stattdessen innerlich vor Wasser abgesichert.
Die Modellnummer des Galaxy S5 mini lautet SM-G800F.

## Varianten
Galaxy S5 mini DUOS
Im September 2014 wurde das Galaxy S5 mini DUOS (SM-G800H) vorgestellt, das zwei SIM-Karten (mini-SIM) gleichzeitig verwenden kann. Dadurch entfielen der LTE-Empfang sowie die NFC-Funktion.
In Deutschland ist dieses Gerät offiziell nicht erhältlich, sondern nur in Ländern wie Russland, China und Brasilien.

## Betriebssystem
Seit Mai 2016 gibt es ein Update auf Android 5.1.1. Seit Oktober 2016 gibt es ein Update auf Android 6.0.1, das seit Februar 2017 auch in Deutschland verfügbar ist. Außerdem gab es am 25. Dezember 2020 ein Sicherheitsupdate.